# Průzkumný křižník

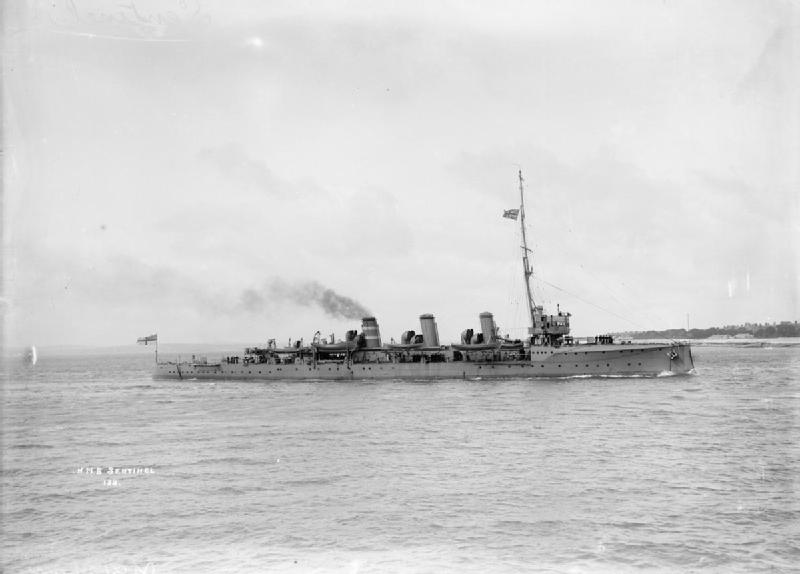
HMS Sentinel, první průzkumný křižník zařazený do Royal Navy

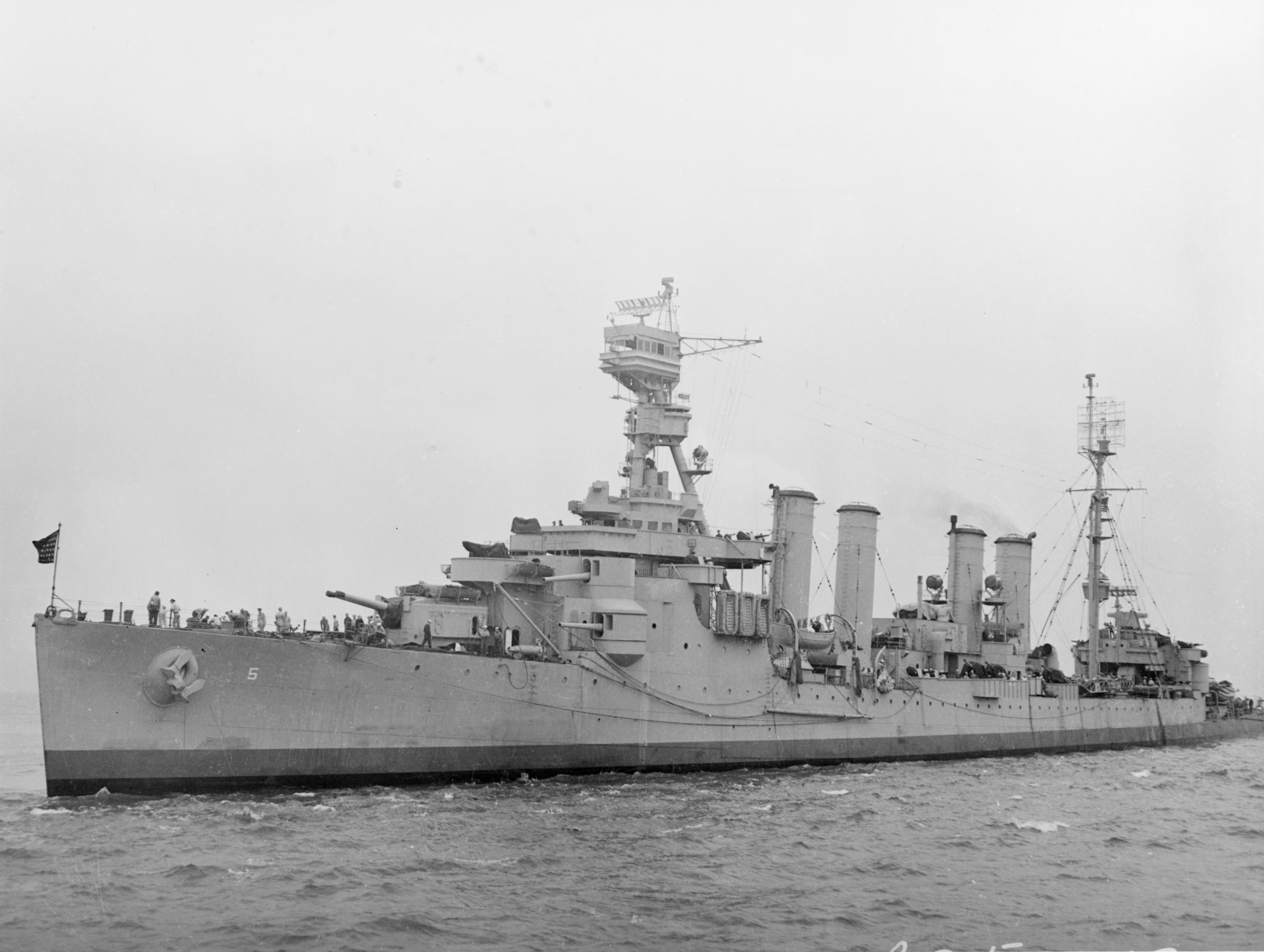
USS Milwaukee z třídy Omaha

Průzkumný křižník, též předzvědný křižník, byl typ válečné lodě z počátku 20. století. Jednalo se o rychlé, lehce vyzbrojené a pouze lehce pancéřované křižníky, jejichž úkolem bylo zajistit průzkum. Jejich hlavním úkolem bylo najít protivníka a informovat o jeho poloze. Případně se mohly vypořádat s lehkými plavidly nepřítele – torpédovkami a torpédoborci.
První průzkumné křižníky (anglicky scout cruiser) zavedla v roce 1905 Royal Navy. Ta přijala do služby postupně celkem 15 jednotek v celkem sedmi třídách (Adventure, Forward, Pathfinder, Sentinel, Boadicea, Blonde a Active). Ty sloužily i jako vůdčí lodě flotil torpédoborců, ale vzhledem k nástupu rychlých turbínami poháněných torpédoborců rychle zastaraly. Jejich roli převzaly lehké křižníky, speciální vůdčí lodě flotil torpédoborců (flotilla leader nebo destroyer leader) a letadla.
US Navy zařadila do služby celkem 13 průzkumných křižníků tříd Chester a Omaha. Navíc byly na průzkumné křižníky překlasifikovány původně pancéřové křižníky tříd Denver a St. Louis. V roce 1920 byly americké průzkumné křižníky (někdy se pro ně používá zkratka SCR) překlasifikovány na lehké křižníky (CL).
V japonském císařském námořnictvu vedla snaha o získání průzkumných křižníků až k projektu 7500T průzkumných křižníků tříd Furutaka a Aoba, které byly nakonec klasifikovány jako těžké křižníky.